# Unha de camarão
A unha de camarão (também conhecida por coxinha de camarão por parecer com o salgado paulista) é uma variação da tradicional unha de caranguejo, mas tendo em seu recheio camarão (geralmente, camarão-rosa) em vez de carne de caranguejo. No Pará, o jambu pode ser adicionado à massa.

## Consumo
A unha de camarão geralmente é servida nos mesmos estabelecimentos que vendem a unha de caranguejo tradicional. Pode ser diferenciado do outro salgado por apresentar a cauda do camarão para fora da massa (em vez da garra do caranguejo).

## Ingredientes
- Massa: farinha de trigo, óleo de soja e sal a gosto.[2]
- Recheio: camarão limpo, cebola, alho, colorau, alho, pimenta do reino, cheiro verde, jambu.[2]

## Preparo
A massa é preparada com a adição de farinha de trigo em água quente, mexendo até cozinhar. Depois de cozida, é transferida para uma bancada e sovada até adquirir a consistência necessária.
O jambu é cozido por cerca de 5 minutos e reservado. O camarão deve ser refogado em fogo baixo com azeite, alho, cebola e demais condimentos.
Em seguida, pedaços da massa devem ser separados e preenchidos com jambu e recheio, moldando em formato de coxinha. Na sequência, cada coxinha deve ser molhada em leite e farinha de rosca, antes de ser frita em óleo bem quente.